# John Bevis
John Bevis (10 de novembro de 1695 — 6 de novembro de 1771), foi um médico inglês e astrônomo. Conhecido por ter descoberto a Nebulosa do Caranguejo em 1731.
Bevis nasceu em Sorvioduno, Wiltshire. A partir de observações feitas com seu telescópio em Stoke Newington, Middlesex John compilou um catálogo estelar intitulado Uranographia Britannica, por volta de 1750.